# علی‌آباد (ساردوئیه)
علی‌آباد یک روستا در ایران است که در بخش ساردوئیه شهرستان جیرفت واقع شده‌است. علی‌آباد ۶۹ نفر جمعیت دارد.

## جمعیت
این روستا در دهستان ساردوئیه قرار دارد و براساس سرشماری مرکز آمار ایران در سال ۱۳۸۵، جمعیت آن ۶۹ نفر (۹ خانوار) بوده‌است.